# Rachel van Dantzig

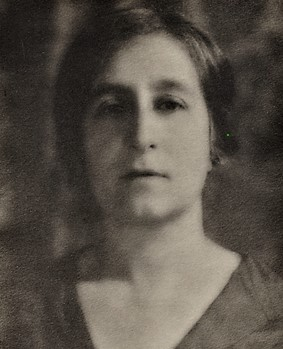
Rachel van Dantzig

Rachel Margaretha van Dantzig (* 12. November 1878 in Rotterdam; † 15. Februar 1949 in Auderghem, Belgien) war eine niederländische Bildhauerin, Radiererin und Zeichnerin.

## Leben
Rachel van Dantzig wurde 1878 als Tochter des Bankiers Samuel van Dantzig (1844–1921) und von Adèle Rippe (1850–1910) in Rotterdam geboren. Sie wuchs in der Westersingel 11 mit fünf Schwestern und einem Bruder auf. Sie studierte an der „Academie voor Beeldende Kunsten Rotterdam“ (Akademie der Schönen Künste in Rotterdam, heutiger Name Willem de Kooning Academie) bei Simon Miedema und Alexander Henri Robert van Maasdijk und zog danach nach Brüssel, wo sie von 1900 bis 1902 Privatunterricht bei Charles van der Stappen nahm. Im Anschluss lebte sie in Paris, um Kurse an der Académie Colarossi belegen zu können. Nach Studienreisen durch Spanien, Marokko und Italien eröffnete sie zunächst ihr eigenes Atelier in Rotterdam. Ab 1906 bewohnte sie am Meerweg im Amsterdamer Stadtteil Sloterdijk das neu gebaute Landhaus „'t Hoveke“ mit Atelier, in dem sie an Bildern und Skulpturen arbeitete. Daneben gab sie auch Kurse in Bildhauerei, Malerei und Zeichnung, teils gemeinsam mit anderen Künstlern, etwa der Malerin Jeanne Stigter (1877–1951). Ab 1918 lebte und arbeitete sie in Belgien. 1920 ließ sie sich dauerhaft in Brüssel nieder.
Van Dantzig war ab 1905 Mitglied der Amsterdamer Künstlervereinigungen Arti et Amicitiae und ab 1906 der Kunstenaarsvereniging Sint Lucas, ab 1907 des Rotterdamse Kunstkring (Rotterdamer Kunstkreis), ab 1914 der Künstlervereinigung De Onafhankelijken (Die Unabhängigen) und von 1918 bis 1932 des Nederlandse Kring van Beeldhouwers (NKVB) (niederländischer Bildhauerkreis). Sie nahm an verschiedenen Ausstellungen teil und beschickte holländische und ausländische Ausstellungen mit Aktfiguren und Porträtstudien. Van Dantzig starb am 15. Februar 1949 in Auderghem, Belgien.

## Werk

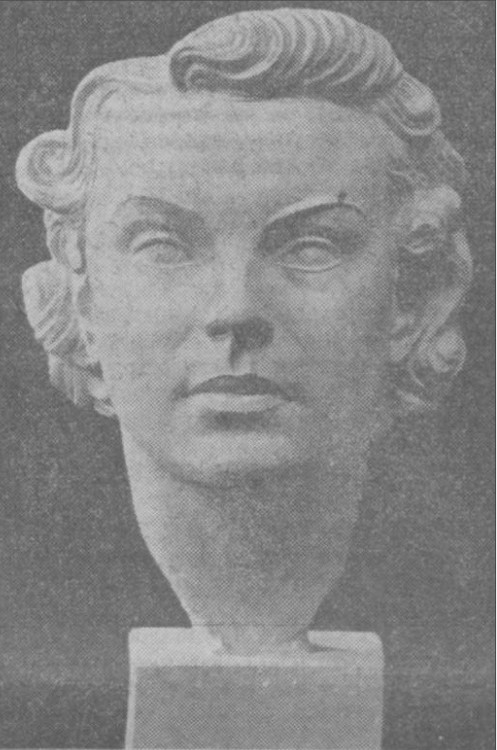
Mädchenkopf, 1938

Van Dantzig arbeitete in Bronze, Gips, Marmor und Ton. Sie schuf Skulpturen, Reliefs, Grabmale, aber auch Tierfiguren, Figurengruppen und Porträtbüsten. Als Bildhauerin war sie vor allem für ihre Aktfiguren, Porträt- und Tierstudien bekannt. Daneben schuf sie Radierungen und Zeichnungen. 1919 entwarf sie auch eine Medaille für die Opfer der Judenpogrome in Osteuropa.
1912 wurde sie mit dem Willink van Collenprijs ausgezeichnet. Bei der Ausstellung De Vrouw 1813–1913 in Amsterdam gewann sie 1913 mit einer Skulptur die Medaille 1. Klasse und erhielt 1917 bei der „Vierjaarlijksche Tentoonstelling van werken Rotterdam“, die von der Academie voor Beeldende Kunsten en Technische Wetenschappen Rotterdam ausgerichtet wurde, eine Silbermedaille.
Werke von ihr befinden sich unter anderem im Stedelijk Museum Amsterdam, im Königlichen Museum der Schönen Künste Antwerpen und dem Museum Boijmans Van Beuningen in Rotterdam.

## Ausstellungen
- 1903: Tentoonstelling van kunstwerken van levende meesters („Ausstellung lebender Meister“, eine Reihe von Ausstellungen mit Werken zeitgenössischer Künstler, die zwischen 1808 und 1917 in mehreren Großstädten der Niederlande organisiert wurden)[9]
- 1911 Exposizione Internazionale di Roma, Palazzo delle Belle Arti Roma
- 1913: De Vrouw 1813–1913 in Amsterdam[4]
- 1914: 11. Biennale di Venezia, Niederländischer Pavillon
- 1915: Panama-Pacific International Exposition, San Francisco
- 1939/1940: Onze Kunst van Heden im Rijksmuseum Amsterdam[9]

Darüber hinaus beteiligte sich Rachel van Dantzig  an den regelmäßigen Mitgliederausstellungen der Künstlervereinigungen, denen sie angehörte:
- 1905 bis 1915: Gemeinschaftsausstellungen von Arti et Amicitiae in Amsterdam
- 1906 bis 1919: Gemeinschaftsausstellungen der Vereeniging Sint Lucas in Amsterdam
- 1907, 1908, 1915, 1917: Gemeinschaftsausstellungen des Rotterdamsche Kunstkring
- 1914, 1915: Gemeinschaftsausstellungen der Kunstenaarsvereniging De Onafhankelijken
- 1918 bis 1932: beim Nederlandse Kring van Beeldhouwers (NKVB)[4][9]